# Lapampasaurus
Lapampasaurus cholinoi
Genre
Espèce
Lapampasaurus est un genre éteint de dinosaures de la famille des Hadrosauridae connu de la formation d'Allen du Crétacé supérieur (campanien tardif ou stade maastrichtien précoce) de la province de La Pampa, en Argentine. Il contient une seule espèce, Lapampasaurus cholinoi.
Le nom générique fait référence à la province argentine de La Pampa. Le nom spécifique rend hommage au regretté collectionneur José Cholino. Le matériel comprend les vertèbres cervicales, dorsales, sacrées et caudales, la ceinture des membres antérieurs et les membres postérieurs partiels.

## Description
L'holotype du Lapampasaurus désigne un individu de 5 à 6 mètres de long. Un spécimen adulte peut avoir grandi de plusieurs mètres. Les descripteurs ont pu identifier certains traits distinctifs. Les vertèbres cervicales frontales ont des ouvertures sur le côté au-dessus de la diaphyse, l'articulation supérieure des côtes. L'omoplate a un sommet convexe et un bord pointu qui dépasse latéralement pour la fixation du muscle deltoïde. Les orteils des pattes sont plus longs que larges, couverts de rainures et de fossettes, et présentent une carène basse sur la face inférieure.
Les auteurs interprètent les rainures allongées sur le côté des vertèbres cervicales l'une au-dessus de l'autre comme des foramens pneumatiques situés dans un pleurocœle. Une telle caractéristique serait unique chez les Euornithopoda, et serait plutôt attendue d'un membre des Theropoda. Les auteurs ont donc indiqué un certain nombre de caractéristiques des vertèbres et de l'omoplate qu'ils considèrent comme typiques des hadrosauridés.

## Découverte et recherche
Le type Lapampasaurus cholinoi a été nommé et décrit en 2012 par Rodolfo Coria, González Riga et Casadío. Il a été trouvé dans des dépôts du Crétacé supérieur de la Formation Allen dans la province de La Pampa, en Argentine. Il contient une seule espèce, Lapampasaurus cholinoi. Le nom du genre fait référence à sa provenance de la province argentine de La Pampa. Le nom de l'espèce, L. cholinoi, rend hommage au défunt collectionneur de fossiles José Cholino.
En 2000, Bernardo González a décrit les vertèbres découvertes par Riga et Silvio Casadío en 1991 à Islas Malvinas, dans le département de Puelén, dans la province argentine de La Pampa.
L'holotype, MPHN-Pv-01, a été trouvé dans une barrière côtière de la formation d'Allen datant du Campanien au Maastrichtien, soit environ 70 millions d'années. Il s'agit d'un squelette partiel sans crâne d'un jeune individu adulte. Il n'a pas été trouvé en rapport. Ont été conservés : sept vertèbres cervicales partielles, huit morceaux de vertèbres, trois morceaux de sacrum, des morceaux de vertèbres caudales antérieures, une omoplate gauche, un os de jambe gauche, un prépubis droit, le tiers inférieur de l'os de la cuisse droite, la première phalange du troisième orteil du pied gauche, une griffe d'orteil d'un deuxième ou quatrième orteil, et neuf autres fragments d'os indéterminés. La qualité des ossements est médiocre, incomplète. Le fossile appartient à la collection du Museo Provincial de Historia Natural, Paleontología de Vertebrados, La Pampa.

## Classification
Les auteurs ont placé Lapampasaurus au sein des Hadrosauridae et cela a été considéré comme un signe que ce groupe est apparu plus tôt en Amérique du Sud que ce qui était supposé auparavant. Une analyse cladistique exacte n'a pas été réalisée.

Dinosaures de la formation d'Allen (Lapampasaurus est deuxième en partant de la droite, en rouge)